# Pipturus lithospermum
Pipturus lithospermum är en nässelväxtart som beskrevs av H. Winkl.. Pipturus lithospermum ingår i släktet Pipturus och familjen nässelväxter. Inga underarter finns listade i Catalogue of Life.